# Nagayo
Nagayo (長与町?) è una cittadina giapponese della prefettura di Nagasaki.